# Сада Токухей
Сада Токухей (1 січня 1909 — 17 грудня 1933) — японський плавець.
Призер Олімпійських Ігор 1928 року.